# Aleris Hospitaler
Aleris A/S er en dansk sundhedsvirksomhed med syv privathospitaler i Danmark og hovedkvarter i Søborg. Virksomheden er et datterselskab til svenske Aleris.

## Aleris hospitaler
Det største hospital ligger i Gyngemosen, hvor de 1. september 2012 flyttede ind i Danmarks Radio's tidligere nyhedsstudier. Der er afdelinger i Aarhus, Aalborg, Ringsted, Esbjerg og Herning.
Aleris kom ind på det danske marked i 2011 ved overtagelsen af Privathospitalet Hamlet, etableret i 1993 på Frederiksberg. I en periode hed virksomheden Aleris-Hamlet.

## Ekstern henvisning
- Officiel hjemmeside
- Aleris A/S i Det Centrale Virksomhedsregister (CVR)

|  | Denne artikel om en bygning eller et bygningsværk kan blive bedre, hvis der indsættes et (bedre) billede. Du kan hjælpe ved at afsøge Wikimedia Commons for et passende billede eller lægge et op på Wikimedia Commons med en af de tilladte licenser og indsætte det i artiklen. |